# SN 1181
Observada por primera vez entre el 4 de agosto y el 6 de agosto de 1181, según los astrónomos chinos y japoneses que registraron la supernova conocida como SN 1181 en ocho textos diferentes. Se trata de una de las ocho supernovas pertenecientes a la Vía Láctea observables a simple vista registradas en la historia, que apareció en la constelación de Casiopea, y que fue visible en el cielo nocturno unos 185 días.
Los restos de este evento podrían ser el pulsar de rayos X y de radio J0205+6449 (conocido también como 3C 58), que gira unas 15 veces por segundo. Si la supernova y el pulsar están realmente relacionados, esta estrella seguiría girando tan rápidamente como cuando se formó. Sin embargo, el pulsar del Cangrejo, remanente de la supernova SN 1054 del año 1054, ha perdido dos tercios de su energía de rotación en el mismo tiempo. No obstante, recientes estudios del radiopulsar 3C 58 indican que este remanente de supernova puede ser mucho más viejo, y que, por lo tanto, no estaría asociado con la SN 1181.